# Oscar Egg
Pour les articles homonymes, voir Egg.
Oscar Egg, né le 2 mars 1890 à Schlatt et mort le 9 février 1961 à Nice, est un ancien coureur cycliste suisse. Il battit le record de l'heure cycliste à trois reprises avant la Première Guerre mondiale. Il remporta de grandes compétitions cyclistes ainsi que des étapes du Tour de France et du Tour d'Italie.

## Record de l'heure cycliste

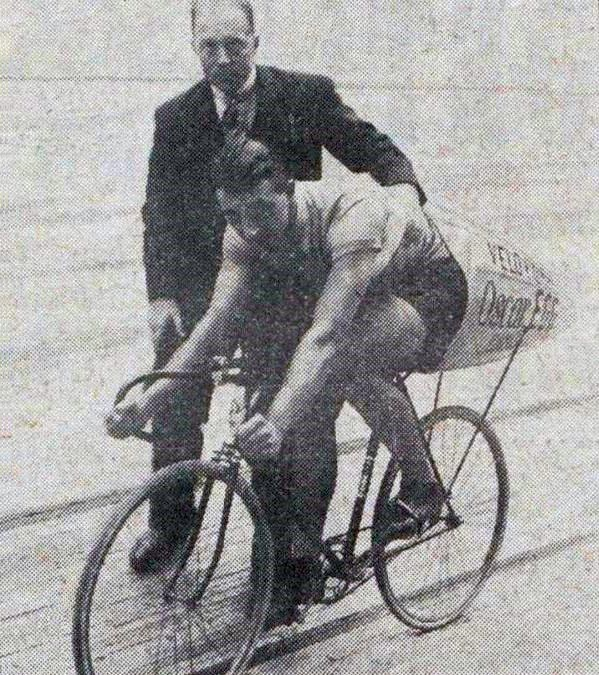
Oscar Egg et son vélo-fusée, en 1913.

Entre 1907 et 1914, Oscar Egg et Marcel Berthet améliorèrent le record de l'heure cycliste six fois à eux deux. 
Le record de 44,247 km inscrit par Oscar Egg et datant de 1914 ne fut battu qu'en 1933 par Jan van Hout. 
Oscar Egg marqua ses trois records au vélodrome Buffalo à Paris, sur une piste construite en béton de 333 m située à l'extérieur. 
L'évolution du record est la suivante :
- 20 juin 1907, Marcel Berthet, Paris, 41,520 km
- 22 août 1912, Oscar Egg, Paris, 42,122 km
- 7 août 1913, Marcel Berthet, Paris, 42,741 km
- 21 août 1913, Oscar Egg, Paris, 43,525 km
- 20 septembre 1913, Marcel Berthet, Paris, 43,775 km
- 18 septembre 1914, Oscar Egg, Paris, 44,247 km.

Chris Boardman est le seul autre cycliste à avoir battu trois fois le record de l'heure.

## Palmarès, résultats et records

### Palmarès sur route
- 1910
  - 3e de Paris-Reims
- 1911
  - Versailles-Le Perray
  - Challenge Meunier
  - Paris-Cabourg
  - Paris-Nangis
  - 8e, 10e et 11e étapes du Tour de France indépendants
  - 2e de Paris-Château-Thierry
- 1912
  - 3e de Paris-Bruxelles
  - 7e de Paris-Tours
- 1914
  -  Champion de Suisse sur route
  - Paris-Tours
  - 4e et 5e étapes du Tour de France
  - 4e de Paris-Roubaix
- 1917
  - Milan-Turin
  - Milan-Modène
  - 3e de Milan-Varèse
- 1918
  - 3e de Trouville-Paris
- 1919
  - 3e étape du Tour d'Italie
  - 1re étape du Circuit des Champs de Bataille

### Résultats sur les grands tours

#### Tour de France
2 participations :
- 1912 : non-partant (6e étape)
- 1914 : 13e, vainqueur des 4e et 5e étapes

#### Tour d'Italie
1 participation :
- 1919 : abandon, vainqueur de la 3e étape

### Palmarès sur piste

#### Six jours
| - 1914 - Six jours de Chicago - 3e des Six jours de Paris (avec André Perchicot) - 1915 - Six jours de Chicago (avec Francesco Verri) - 1916 - Six jours de New York (avec Marcel Dupuy) - 1919 - 2e des Six jours de New York (avec Marcel Dupuy) - 1921 - Six jours de New York (avec Piet van Kempen) - Six jours de Paris (avec Georges Sérès) | - 1922 - Six jours de Gand (avec Marcel Buysse) - 3e des Six jours de New York (avec Ray Eaton) - 1923 - Six jours de Paris (avec Piet van Kempen) - Six jours de Chicago (avec Maurice Brocco) - 3e des Six jours de New York (avec Piet van Kempen) - 1924 - Six jours de Chicago (avec Alfred Grenda) - 2e des Six jours de New York (avec Anthony Beckman) - 1925 - 2e des Six jours de Paris (avec Lucien Louet) |

#### Championnats nationaux
- Champion de Suisse de vitesse : 1914 et 1926

#### Autres compétitions
- Bol d'or : 1924
- 3e du Tour de la province de Milan : 1917 (avec Luigi Lucotti)

#### Records

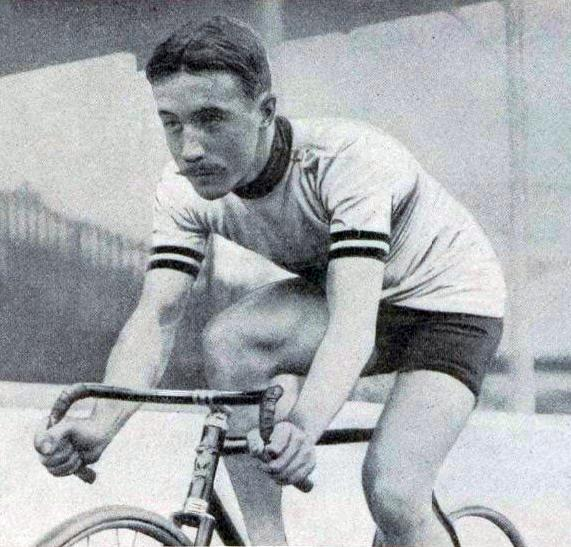
Oscar Egg pour la deuxième fois recordman du monde de l'heure, le 21 août 1913 sur cycle Peugeot.

- Record du monde de l'heure cycliste : 1912, 1913 et 1914
- Record du monde du kilomètre lancé : 1914
- Record du monde du kilomètre arrêté : 1923
- Record du monde des 500 mètres : 1917
- Record du monde des 50 kilomètres : 1917
- Record du monde des 100 kilomètres : 1917 Le temps de 2h33 min ne fut jamais homologué par l'UCI.